# Аксарово
Акса́рово (баш. Аҡһары) — деревня в Куюргазинском районе Республики Башкортостан Российской Федерации. Входит в состав Мурапталовского сельсовета.

## География

### Географическое положение
Расстояние до:
- районного центра (Ермолаево): 26 км,
- центра сельсовета (Новомурапталово): 11 км,
- ближайшей ж/д станции (Мурапталово): 4 км.

## История
Закон Республики Башкортостан от 19.11.2008 г. № 49-З «Об изменениях в административно-территориальном устройстве Республики Башкортостан в связи с объединением отдельных сельсоветов и передачей населённых пунктов» гласит:

 "Внести следующие изменения в административно-территориальное устройство Республики Башкортостан:
32)по Куюргазинскому району:

б) изменить границы Мурапталовского и Отрадинского сельсоветов согласно представленной схематической карте, передав деревню Аксарово Отрадинского сельсовета в состав Мурапталовского сельсовета;

## Население
| 2002 | 2009 | 2010 |
| ---- | ---- | ---- |
| 335  | ↘310 | ↗321 |

Национальный состав
Согласно переписи 2002 года, преобладающая национальность — башкиры (89 %).